# Rue des Fontaines-du-Temple
Ne doit pas être confondu avec Rue du Temple, Rue Vieille-du-Temple, Rue du Faubourg-du-Temple ou Boulevard du Temple.
Pour les articles homonymes, voir Rue des Fontaines.
La rue des Fontaines-du-Temple est une voie du 3e arrondissement de Paris.

## Situation et accès
Cette rue est située dans le nord-ouest du quartier du Marais.
La rue est desservie par les stations de métro Temple et Arts et Métiers.

## Origine du nom
Son nom est dû à des anciennes canalisations qui conduisaient les eaux de Belleville depuis le Temple à la fontaine Vertbois qui se trouve à l'angle de la rue du Vertbois et la rue Saint-Martin, à l'époque au prieuré Saint-Martin-des-Champs,.

## Historique
La rue était déjà mentionnée sous ce nom au XVe siècle. Elle était aussi parfois appelée « rue des Madelonnettes », à cause du couvent des Madelonnettes situé dans cette rue qui a aujourd'hui disparu lors du percement de la rue de Turbigo en 1866.

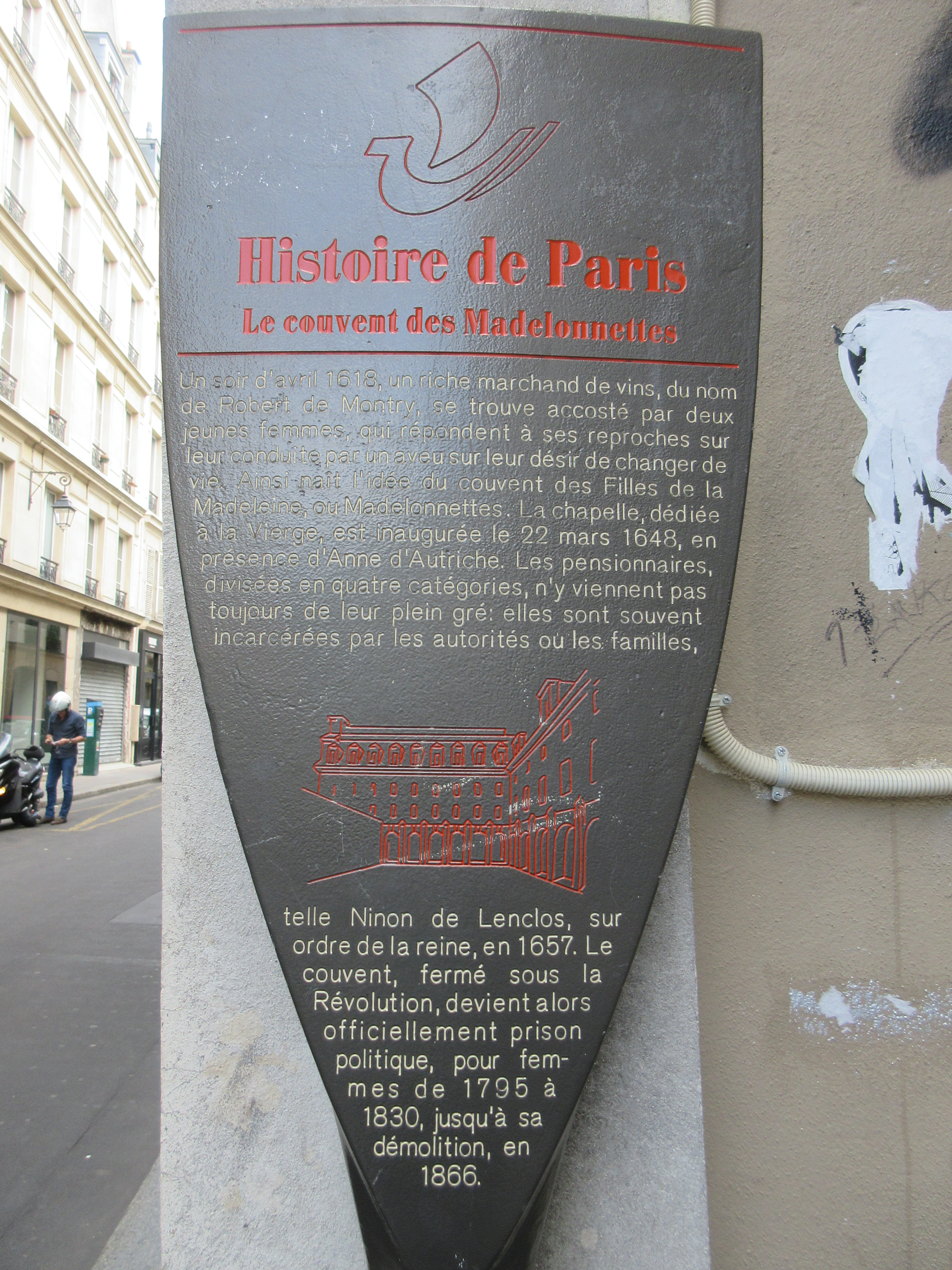
Panneau Histoire de Paris « Couvent des Madelonnettes »
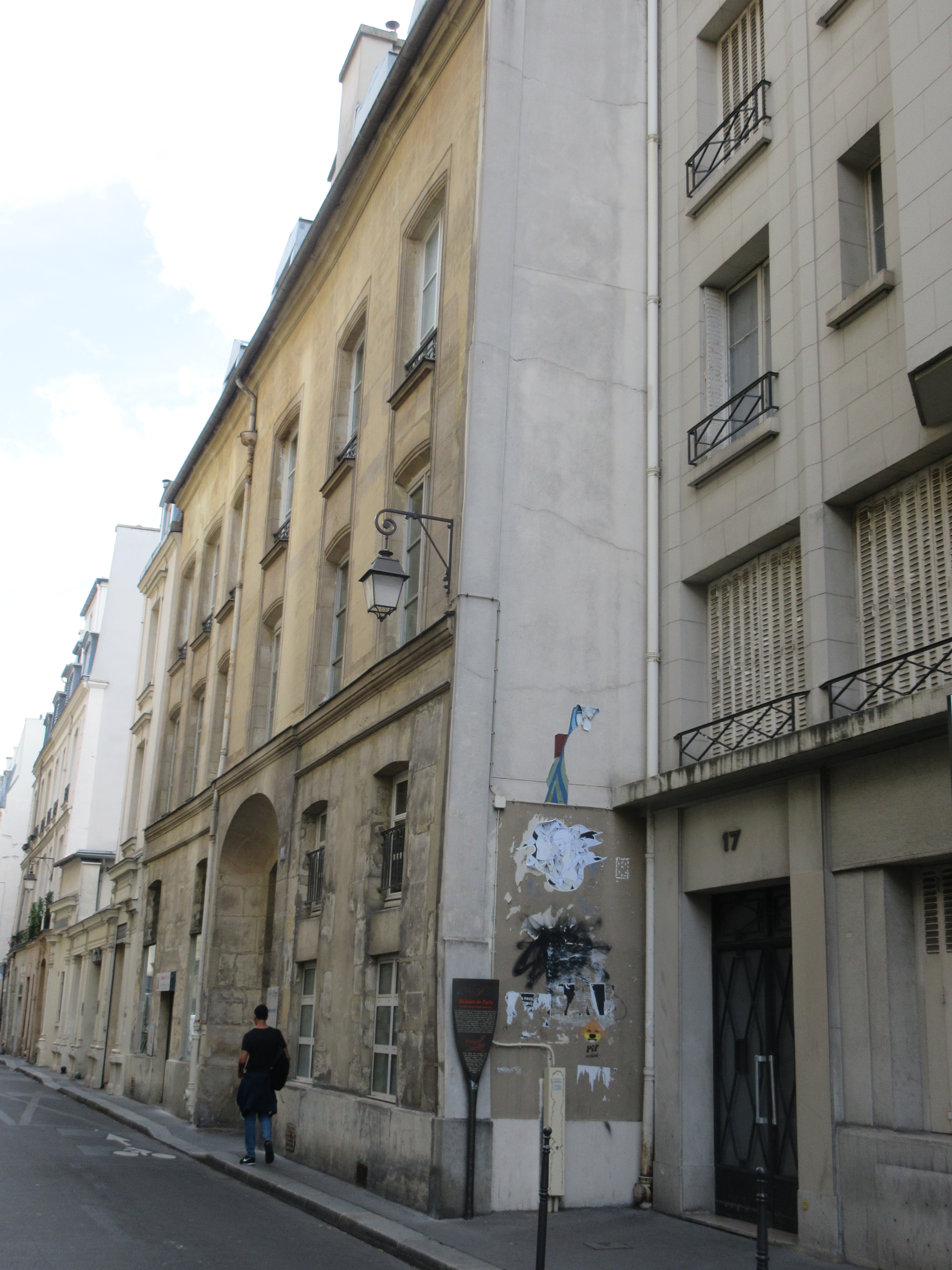
Panneau Histoire de Paris « Couvent des Madelonnettes », 17 rue des Fontaines-du-Temple

## Bâtiments remarquables et lieux de mémoire
- Nos 6-8 :  de façon erronée, une plaque attribue au fragment de mur ancien, qui fait saillie, l’emplacement du couvent des Madelonnettes, transformé en prison. Ce couvent est situé plus à l’ouest, entre la rue Sainte-Élisabeth et la rue de Turbigo. Le pan de mur est un vestige du couvent des Filles de Sainte-Élisabeth qui était attenant à l’église[1].
- No 15 : demeure de la supérieure du couvent des Madelonnettes[5].

## Pour approfondir